# Choppy Warburton
James Edward Warburton, dit Choppy Warburton, né le 13 novembre 1845, à Coal Hey (un hameau d'Haslingden, dans le Lancashire) et mort le 18 décembre 1897 à Wood Green, Londres, est un athlète et un entraîneur cycliste anglais.

## Biographie
Il fut notamment l'entraîneur de trois champions du monde : Jimmy Michael ainsi que les frères Thomas et Arthur Linton, originaires de Aberaman, Rhondda Cynon Taf, au pays de Galles. Il est suspecté d'avoir administré des produits dopants à ces coureurs. 
Henri de Toulouse-Lautrec a représenté Warburton en coureur cycliste sur une affiche pour les chaînes Simpson.